# Список імператорів Священної Римської імперії

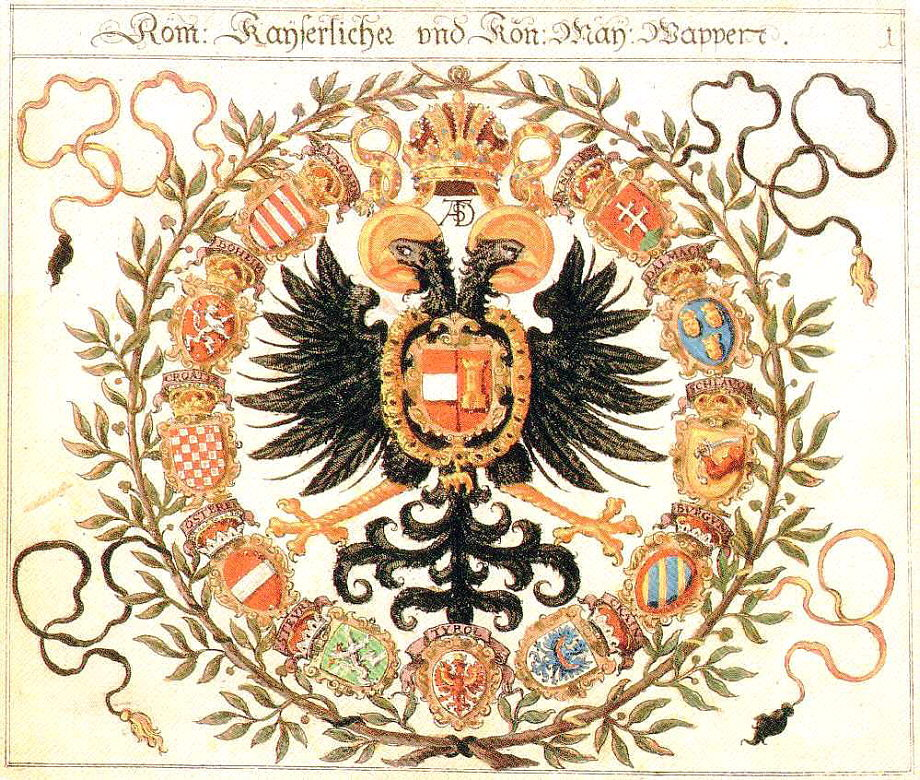
Герб імператорів Священної Римської імперії з роду Габсбургів

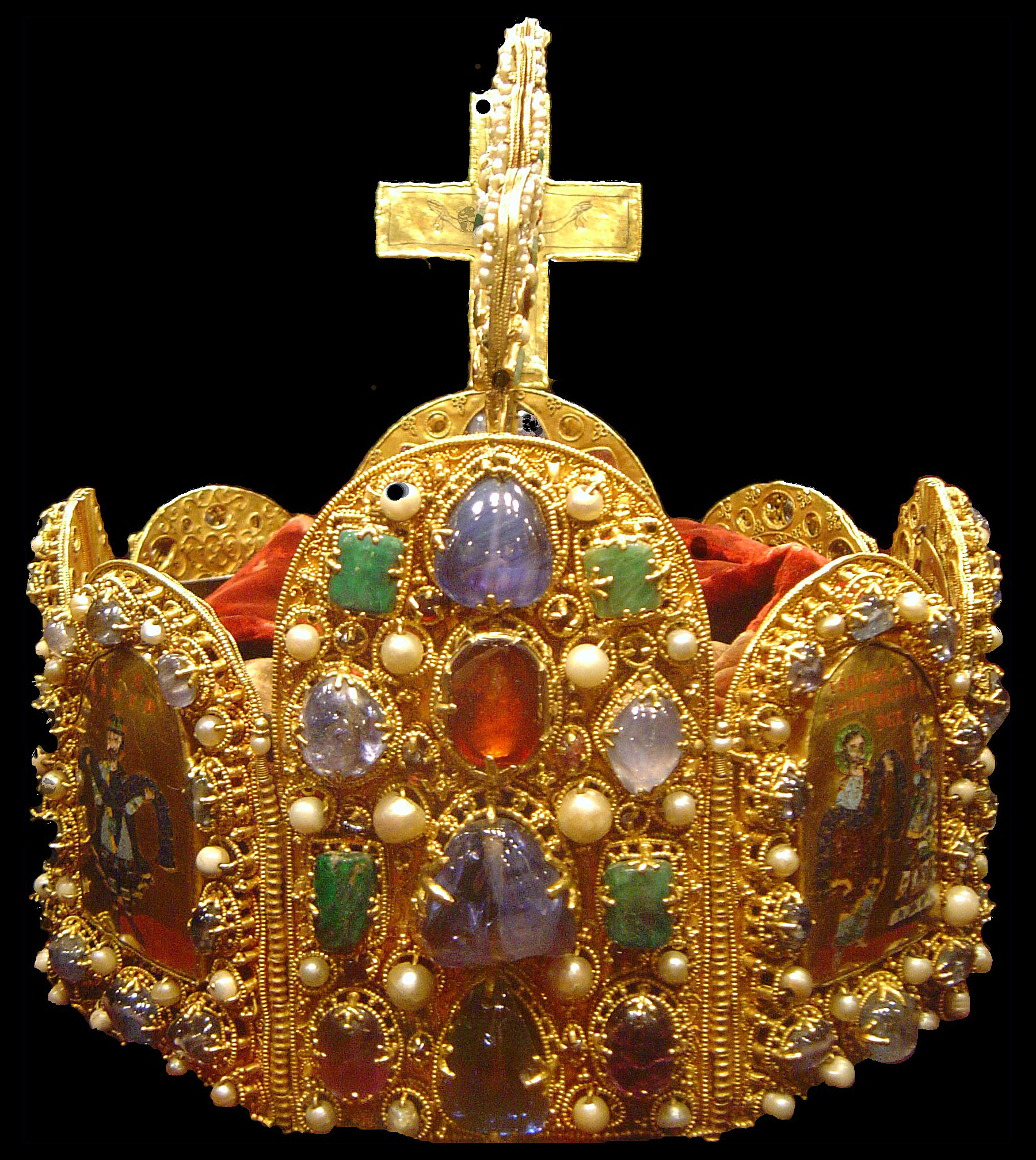
Корона Священної Римської імперії

У цій статті міститься список імператорів Франкської та Священної Римської імперій від часів Карла Великого до ліквідації імперії 1806 року. Імператори Франкської імперії зазвичай носили титул «імператор Римлян»  (лат. imperator Romanorum) або «імператор Римської імперії» (лат. imperator Romanum gubernans imperium), наголошуючи цим на правонаступництві від імперії Давнього Риму. З часів Фрідріха I Барбаросси імперія отримала епітет Священна, а в середині XV століття імператор Фрідріх III відмовився від претензій на Італію та прийняв новий титул: імператор Священної Римської імперії німецької нації. Таким чином територія імперії виявилась обмеженою самою лише Німеччиною. Наполеонівські війни початку XIX століття завдали смертельного удару по єдності німецьких держав у складі імперії й імператор Франц II у 1806 році склав свій імператорський титул. Священна Римська імперія припинила своє існування.
Карл Великий отримав титул імператора під час його коронації папою римським Левом III. Надалі прийняття титулу імператора стало залежати від акту коронації папою. Хоча з часів Оттона I вважалось, що на імператорський титул має право лише король Німеччини, обраний німецькими курфюрстами, не всі обрані німецькі королі пройшли процедуру коронації в Римі, й відповідно не всі вони були імператорами Священної Римської імперії, хоча деякі з них користувались цим титулом. Повний список правителів Німецького королівства див. у статті Список монархів Німеччини. У цій же статті наводяться лише ті монархи, яких було короновано імператорською короною і тому мали право використовувати титул імператора.
1508 року король Німеччини Максиміліан I, після невдалої спроби здійснити експедицію до Риму, отримав від папи дозвіл на титул обраного імператора. Його наступник Карл V був коронований імператором папою 1530 року, однак вже всі наступні правителі не прагнули здійснити обряд коронації та, з дозволу папи, використовували титул імператора Священної Римської імперії без офіційного покладання корони папою. Тим не менше, їх визнають «обраними імператорами», тому їх внесено до цього списку.
1804 року Священна Римська імперія була перетворена на Австрійську імперію, а імператори Священної Римської імперії стали Австрійськими імператорами та отримали новий титул.  
| Порядок | Портрет та роки життя                | Ім'я                     | Герб | Початок                                                                                         | Кінець            | Династія               | Примітки                                                                                 |
| ------- | ------------------------------------ | ------------------------ | ---- | ----------------------------------------------------------------------------------------------- | ----------------- | ---------------------- | ---------------------------------------------------------------------------------------- |
| 1       | (2 квітня 747 - 28 лютого 814)       | Блаженний Карл I Великий |      | 25 грудня 800                                                                                   | 28 лютого 814     | Каролінги              |                                                                                          |
| 2       | (778 - 20 червня 840)                | Людовик I Благочестивий  |      | 28 лютого 814                                                                                   | 20 червня 840     | Каролінги              |                                                                                          |
| 3       | (795 - 29 вересня 855)               | Лотар I                  |      | 20 червня 840                                                                                   | 29 вересня 855    | Каролінги              |                                                                                          |
| 4       | (825 - 12 серпня 875)                | Людовик II               |      | 850                                                                                             | 12 серпня 875     | Каролінги              | До 855 співправитель батька                                                              |
| 5       | (13 червня 823 - 6 жовтня 877)       | Карл II                  |      | 25 грудня 875                                                                                   | 6 жовтня 877      | Каролінги              |                                                                                          |
| 6       | (13 червня 839 - 13 січня 888)       | Карл III Товстий         |      | 12 лютого 881                                                                                   | 11 листопада 887  | Каролінги              | Зрікся престолу через повстання магнатів                                                 |
| 7       | (850 - 8 грудня 899)                 | Арнульф І                |      | 11 листопада 887                                                                                | 8 грудня 899      | Каролінги              |                                                                                          |
| 8       | (880 - 29 червня 920)                | Людовик III              |      | 22 лютого 901                                                                                   | 21 липня 905      | Бозоніди               | Скинутий Беренгаром I                                                                    |
| 9       | (850 - 7 квітня 924)                 | Беренгар I               |      | 24 березня 916                                                                                  | 7 квітня 924      | Унрошиди               | Після його смерті імператор не вибирався                                                 |
| 10      | (23 листопада 912 - 7 травня 973)    | Оттон I Великий          |      | 2 лютого 962                                                                                    | 7 травня 973      | Саксонська династія    |                                                                                          |
| 11      | (955 - 7 грудня 983)                 | Оттон II Рудий           |      | 25 грудня 967                                                                                   | 7 грудня 983      | Саксонська династія    | До 7 травня 973 - співправитель батька                                                   |
| 12      | (980 - 24 січня 1002)                | Оттон III Диво світу     |      | 21 травня 996                                                                                   | 23 січня 1002     | Саксонська династія    |                                                                                          |
| 13      | (6 травня 973 - 13 липня 1024        | Святий Генріх II         |      | 14 лютого 1014                                                                                  | 13 липня 1024     | Саксонська династія    |                                                                                          |
| 14      | (990 - 4 червня 1039)                | Конрад II                |      | 21 травня 1027                                                                                  | 4 червня 1039     | Салічна династія       |                                                                                          |
| 15      | (28 жовтня 1017 - 5 жовтня 1056)     | Генріх III Чорний        |      | 4 червня 1039                                                                                   | 5 жовтня 1056     | Салічна династія       |                                                                                          |
| 16      | (11 листопада 1050 — 7 серпня 1106)  | Генріх IV                |      | листопад 1054                                                                                   | 31 грудня 1105    | Салічна династія       | Зрікся престолу                                                                          |
| 17      | (11 серпня 1081 — 23 травня 1125)    | Генріх V                 |      | 13 квітня 1111                                                                                  | 23 травня 1125    | Салічна династія       |                                                                                          |
| 18      | (1075— 4 грудня 1137)                | Лотар II                 |      | 4 червня 1133                                                                                   | 4 грудня 1137     | Суплінбурзька династія |                                                                                          |
| 19      | (1122 - 10 червня 1190)              | Фрідріх I Барбаросса     |      | 18 червня 1155                                                                                  | 10 червня 1190    | Гогенштауфени          |                                                                                          |
| 20      | (листопад 1175 - 29 вересня 1197)    | Генріх VI                |      | 14 квітня 1191                                                                                  | 29 вересня 1197   | Гогенштауфени          |                                                                                          |
| 21      | (1175/1176 — 19 травня 1218)         | Оттон IV                 |      | 21 жовтня 1209                                                                                  | листопад 1215     | Вельфи                 | Відсторонений рішенням Латеранского собору                                               |
| 22      | (26 грудня 1194 — 13 грудня 1250)    | Фрідріх II               |      | 22 жовтня 1220                                                                                  | 13 грудня 1250    | Гогенштауфени          |                                                                                          |
| 23      | (1275 — 24 серпня 1313)              | Генріх VII               |      | 29 червня 1312                                                                                  | 24 серпня 1313    | Люксембурги            |                                                                                          |
| 24      | (5 квітня 1282 — 11 жовтня 1347)     | Людвіг IV Баварський     |      | 17 січня 1328                                                                                   | 11 жовтня 1347    | Віттельсбахи           |                                                                                          |
| 25      | (14 травня 1316 — 29 листопада 1378) | Карл IV                  |      | 5 квітня 1355                                                                                   | 29 листопада 1378 | Люксембурги            |                                                                                          |
| 26      | (15 лютого 1368 — 9 грудня 1437)     | Сигізмунд Люксембург     |      | 3 травня 1433                                                                                   | 9 грудня 1437     | Люксембурги            |                                                                                          |
| 27      | (21 вересня 1415 — 19 серпня 1493)   | Фрідріх III Мирний       |      | 19 березня 1452                                                                                 | 19 серпня 1493    | Габсбурги              |                                                                                          |
| 28      | (22 березня 1459 — 12 січня 1519)    | Максиміліан I            |      | 4 лютого 1508                                                                                   | 12 січня 1519     | Габсбурги              |                                                                                          |
| 29      | (24 лютого 1500 — 21 вересня 1558)   | Карл V                   |      | 28 червня 1519 (обраний)/ 23 жовтня 1520 (коронація в Ахені)/ 24 лютого 1530 (коронація в Римі) | 27 серпня 1556    | Габсбурги              | Зрікся престолу на користь брата                                                         |
| 30      | (10 березня 1503 — 25 липня 1564)    | Фердинанд I              |      | 24 лютого 1558                                                                                  | 25 липня 1564     | Габсбурги              |                                                                                          |
| 31      | (31 липня 1527 — 12 жовтня 1576)     | Максиміліан II           |      | 25 липня 1564                                                                                   | 12 жовтня 1576    | Габсбурги              |                                                                                          |
| 32      | (18 липня 1552 — 20 січня 1612)      | Рудольф II               |      | 2 жовтня 1576                                                                                   | 20 січня 1612     | Габсбурги              |                                                                                          |
| 33      | (24 лютого 1557 — 20 березня 1619)   | Матіас І                 |      | 20 січня 1612                                                                                   | 20 березня 1619   | Габсбурги              | Брат попереднього                                                                        |
| 34      | (9 липня 1578 — 15 лютого 1637)      | Фердинанд II             |      | 9 вересня 1619                                                                                  | 15 лютого 1637    | Габсбурги              | Внук Фердинанда I                                                                        |
| 35      | (13 липня 1608 — 2 квітня 1657)      | Фердинанд III            |      | 15 лютого 1637                                                                                  | 2 квітня 1657     | Габсбурги              |                                                                                          |
| 36      | (9 червня 1640 — 5 травня 1705)      | Леопольд I               |      | 18 липня 1658                                                                                   | 5 травня 1705     | Габсбурги              |                                                                                          |
| 37      | (26 липня 1678 — 17 квітня 1711)     | Йосиф I                  |      | 5 травня 1705                                                                                   | 17 квітня 1711    | Габсбурги              |                                                                                          |
| 38      | (1 жовтня 1685 — 20 жовтня 1740)     | Карл VI                  |      | 22 грудня 1711                                                                                  | 20 жовтня 1740    | Габсбурги              | Брат попереднього. Останній представник династії Габсбургів по прямій чоловічій лінії    |
| 39      | (6 серпня 1697 — 20 січня 1745)      | Карл VII Альбрехт        |      | 12 лютого 1742                                                                                  | 20 січня 1745     | Віттельсбахи           |                                                                                          |
| 40      | (8 грудня 1708 — 18 серпня 1765)     | Франц I Стефан           |      | 4 жовтня 1745                                                                                   | 18 серпня 1765    | Лотаринзький дім       |                                                                                          |
| 41      | (13 березня 1741 — 20 лютого 1790)   | Йосиф II                 |      | 18 серпня 1765                                                                                  | 20 лютого 1790    | Габсбурги-Лотаринзькі  |                                                                                          |
| 42      | (5 травня 1747 — 1 березня 1792)     | Леопольд II              |      | 9 жовтня 1790                                                                                   | 1 березня 1792    | Габсбурги-Лотаринзькі  |                                                                                          |
| 43      | (12 лютого 1768 — 2 березня 1835)    | Франц II                 |      | 5 липня 1792                                                                                    | 6 серпня 1806     | Габсбурги-Лотаринзькі  | Останній імператор Священної римської імперії, адже у 1806 ця держава перестала існувати |